# For Mother's Sake
Pour plus de détails, voir Fiche technique et Distribution.
For Mother's Sake est un film muet américain réalisé par Burton L. King et sorti en 1913.

## Fiche technique
- Titre : For Mother's Sake
- Réalisation : Burton L. King
- Scénario : d'après une pièce de Ben Landeck et Arthur Shirley
- Producteur : Thomas H. Ince
- Société de production : Kay-Bee Pictures
- Société de distribution : Mutual Film
- Pays de production :  États-Unis
- Langue : Anglais
- Format : Noir et blanc — 35 mm — 1,33:1 — Muet
- Genre : Film dramatique
- Durée :
- Date de sortie : 
  - États-Unis : 11 novembre 1913

## Distribution
- Charles Ray :
- Louise Glaum :